# 保羅·內古列斯庫
保罗·阿德里安·内古列斯库（英語：Paul Adrian Negulescu，1962年—），罗马尼亚裔美国人，细胞生物学家，美国药企福泰制药高级副总裁兼圣地亚哥研究中心站点负责人。他与迈克尔·威尔士一道获得2022年邵逸夫獎的生命科学与医学奖，以表彰两人发现囊肿性纤维化的成因、开发相应的有效藥品。

## 早年生活与教育经历
内古列斯库生于美国旧金山的罗马尼亚移民家庭，父亲是外科医生，祖父康斯坦丁·维索亚努曾任罗马尼亚外交部长。内古列斯库有一个兄弟。
受童年经历影响，内古列斯库最初在加利福尼亞大學柏克萊分校修读历史，大三那年上了钱永健的生理学课，给了他带来极大的影响，最终于1986年获得历史及生理学双学士。1990年，师从特里·马臣（Terry Machen）的内古列斯库完成了生理学哲學博士课程。

## 科研生涯
毕业后，内古列斯库在加利福尼亞大學柏克萊分校担任博士后研究员，兼任加利福尼亞大學爾灣分校教授迈克尔·卡拉汉（Michael Cahalan）的助理研究员。后来他打算转到康涅狄格大学工作的时候，钱永健邀请他加入自己刚刚创办的极光生物科学。1996年，内古列斯库加入极光生物科学，成为公司第一批员工，1999年担任发现生物（Discovery Biology）高级副总裁。2001年，福泰制药收购极光生物科学，他比任命为高级研究副总裁。2003年起，他担任福泰制药聖地牙哥研究中心负责人。

## 研究方向
内古列斯库主要研究囊腫性纖維化的疗法。囊肿性纤维化是一种常见的遗传疾病，通过由CFTR蛋白质，一种让氯化物通过的离子通道突变引起。通过高通量筛选的方法，内古列斯库在福泰制药的团队发现小分子增效剂依伐卡托能提高突变CFTR门打开的概率。2012年，依伐卡托获美国食品药品监督管理局批准上市，可用于治疗囊性纤维化丙类突变患者，之后于2017年扩大至其他类别突变。需要注意的说，2017年的扩大使用决定只建基于体外实验数据，因为其他类别突变十分罕见，患者非常少，所以不能做临床试验。
内古列斯库还发现了另外一种治疗囊肿性纤维化的药物鲁玛卡托。由于可以充当分子伴侣帮助CFTR蛋白质正确折叠，鲁玛卡托又被称为“矫正剂”。换而言之，鲁玛卡托可以用于丙类突变患者，因为丙类突变的CFTR蛋白质被错误折叠，无法抵达细胞膜。在乙类突变中，最为罕见的是F508del。同样利用高通量筛选，内古列斯库团队发现鲁玛卡托可以矫正F508del型变异的CFTR蛋白质。之后鲁马卡托被发现在单独服用情况中的效果欠佳，与依伐卡托一同服用的效果同理。2015年，依伐卡托获美国食品药品监督管理局批准上市。之后的研究发现了另外两种矫正CFTR蛋白质的药物：替扎卡托和埃雷沙卡托。三种药物合成的埃雷沙卡托/替扎卡托/依伐卡托于2019年获美国食品药品监督管理局批准上市。

## 荣誉成就
- 沃伦·阿尔珀特基金会奖（英语：Warren Alpert Foundation Prize）（2018年）[7]
- 邵逸夫生命科學與醫學獎（2022年）[23]
- 威利奖（2023年）[24]
- 生命科学突破奖（2024年）[25]

## 个人生活
内古列斯库与妻子黛比（Debbie）在加利福尼亞大學爾灣分校认识。